# Oakville (Luisiana)

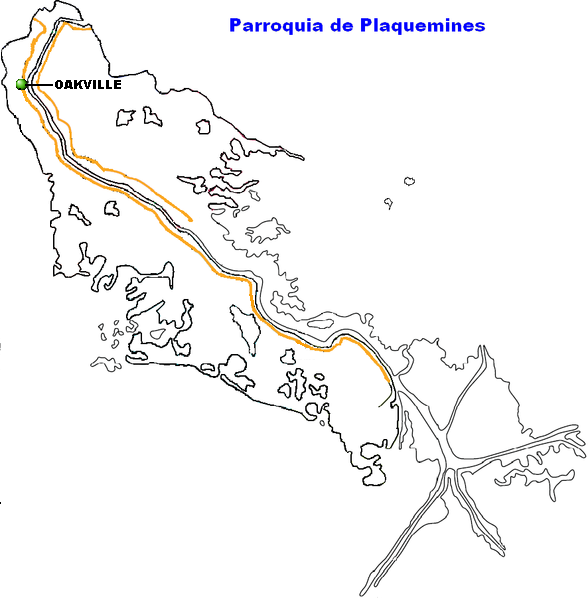
Localización de Oakville en la Parroquia de Plaquemines.

Oakville es pequeño cementerio escasamente habitada localizada en la parroquia de Plaquemines, Luisiana, Estados Unidos.

## Geografía
Se encuentra en la parte oriental del delta del Misisipi. Se encuentra a 21 kilómetros de Nueva Orleans. El aeropuerto internacional más cercano (IAH) Houston George Bush Intercontinental Airport está situado a unos 513 km de la ciudad de Oakville.
Su localización geográfica se encuentra en estas coordenadas: 29°46′58″N 90°1′35″O / 29.78278, -90.02639.
Hay una compañía de químicos instalada en Oakville, la Cronite Chemical Company.

## Situación actual
Oakville ha sido el foco de fuertes quejas relativas a creación de un vertedero para los desechos de las reconstrucciones de ciertas obras de infraestructura.